# Eriza
Eriza oder Erisa (altgriechisch τὰ Ἔρισα) war eine antike Stadt in der kleinasiatischen Landschaft Karien an der Grenze zu Phrygien im Südwesten der heutigen Türkei.
Eriza lag im unteren Tal des Indos zwischen Kibyra und Themisonion. 189 v. Chr. wurde es vom römischen Konsul Gnaeus Manlius Vulso eingenommen. In römischer Zeit gehörte es zur Provinz Asia. Plinius der Ältere erwähnt, dass dort mit Hilfe von Raben gejagt wurde. Aus der hellenistischen und der römischen Kaiserzeit sind einige Münzen der Stadt bekannt. In der Spätantike war Eriza Sitz eines Bischofs; auf das Bistum geht das Titularbistum Eriza der römisch-katholischen Kirche zurück.